# Rudolf Wagner-Régeny
Rudolf Wagner-Régeny (Reghin, 28 de agosto de 1903-Berlín, 18 de septiembre de 1969) fue un compositor, director de orquesta, pianista y profesor universitario austríaco de origen rumano-húngaro, posteriormente nacionalizado alemán. 

## Biografía
Estudió en la Escuela Superior de Música y Teatro «Felix Mendelssohn Bartholdy» de Leipzig con Robert Teichmüller y en la Universidad de las Artes de Berlín, donde fue alumno de Franz Schrecker y Emil von Reznicek. Trabajó de correpetidor en la Volksoper de Berlín y fue director musical de la compañía de ballet de Rudolf von Laban. En 1930 adquirió la nacionalidad alemana. Entre 1947 y 1950 fue rector de la Hochschule für Musik und Theater de Rostock, que más tarde llevó su nombre por un tiempo. Desde 1950 fue profesor en la Hochschule für Musik Hanns Eisler de Berlín.
Compuso varias óperas, generalmente en colaboración con el libretista Caspar Neher. Su primer éxito fue Der Günstling (1935), que se representó en la Semperoper de Dresde bajo la batuta de Karl Böhm. En 1939 estrenó Die Bürger von Calais (Los burgueses de Calais) en la Staatsoper de Berlín, bajo la dirección de Herbert von Karajan. En 1959 inauguró el nuevo Staatstheater de Kassel con Prometheus.
Fue miembro de la Academia de las Artes de Berlín y de la Academia Bávara de Bellas Artes. Fue galardonado con el Premio Nacional de la RDA.

## Óperas
- Moschopuls, 1928, Theater Gera, Gera
- Der nackte König, 1928, Gera
- Sganarelle o Der Schein trügt, 1929, Grillo-Theater, Essen
- La Sainte Courtisane, 1930, Gera
- Der Günstling, 1935, Semperoper, Dresde
- Die Bürger von Calais, 1939, Staatsoper, Berlín
- Johanna Balk, 1941, Wiener Staatsoper, Viena
- Das Opfer, 1941, Hermannstadt
- Prometheus, 1959, Staatstheater, Kassel
- Das Bergwerk zu Falun, 1961, Festival de Salzburgo
- Persische Episode, 1963, Volkstheater, Rostock